# Okamoto Ryunosuke
Ryunosuke Okamoto (sinh ngày 9 tháng 10 năm 1984) là một cầu thủ bóng đá người Nhật Bản.

## Sự nghiệp câu lạc bộ
Ryunosuke Okamoto đã từng chơi cho Gamba Osaka và Tokushima Vortis.